# Gladsaxe Pigegarde
Gladsaxe Pigegarde er en dansk garde med hovedsæde i Gladsaxe. Garden blev etableret 30. maj 1970. 
Garden består af piger og drenge fra 7 år og er fordelt på 3 orkestre, aspirantholdet, tamburkorpset og harmonien. Garden spiller til alle lejligheder, både fra fødselsdagskoncerter til lange marchture. Garden deltager i mange forskellige arrangementer i ind- og udlandet, som blandt andet DM for Garder og arrangementer i Italien, Tyskland. Farvekombinationerne i uniformen er hentet fra Gladsaxe Kommune byvåben.
I 2016 blev de to første drenge optaget i garden. 
Til at undervise pigerne og drengene i alle orkestre, har garden ansat, professionelle og aktive musikere og lærere.

## Resultater
Garden har fået gode placeringer ved DM for Garder - guld i 1995, 1996 og 1997, og flere gange sølv eller bronze.
 Der er for få eller ingen kildehenvisninger i denne artikel, hvilket er et problem. Du kan hjælpe ved at angive troværdige kilder til de påstande, som fremføres i artiklen.